# American Top 40
American Top 40 ist eine US-amerikanische Radiosendung, die erstmals am 4. Juli 1970 ausgestrahlt wurde. Inhalt der Sendung sind die 40 erfolgreichsten Songs aus den US-Charts sowie Geschichten zu den Künstlern. Innerhalb kürzester Zeit wurde die Sendung zu der meistgehörten wöchentlichen Radioshow in den USA.

## Geschichte
Geschaffen wurde die Sendung vom 2014 verstorbenen US-amerikanischen Moderator Casey Kasem, der sie auch in den Jahren 1970 bis 1988 sowie 1998 bis 2004 moderierte. Die dreistündige Sendung wurde in Los Angeles produziert und konnte von Radiostationen übernommen und mit eigenen Werbeeinblendungen und Informationen versehen werden. Während das Programm bei seinem Start 1970 nur 7 Abnehmer hatte, zählten 1975 nicht nur 425 Radiostationen in den USA dazu: Weltweite Bekanntheit erlangte das Programm durch die Übernahme durch 400 Stationen das American Forces Network (AFN) und konnte dadurch u. a. auch in Deutschland empfangen werden. American Top 40 gehörte auch zum Programminhalt von VOA Europe, das von 1985 bis 1997 über Satellit nach Europa gesendet und von zahlreichen Anbietern auf Mittelwelle, UKW und in lokalen Kabelnetzen übernommen wurde. Dazu passte ein Element, das Kasem 1978 in die Sendung einfügte und das in die Radiogeschichte eingehen sollte: Die „Long Distance Dedication“, in der Kasem Briefe von Hörern verlas, die mit meist sehr eindrücklichen Geschichten Menschen an weit entfernten Stellen der Welt grüßten. Die Rubrik wird von Kasem seitdem bis heute in den heutigen Schwestersendungen der „American Top 40“, „American Top 20“ und „American Top 10“ fortgeführt.
1988 gab Kasem die Moderation der Sendung an den Radiomoderator und Schauspieler Shadoe Stevens ab, der sie bis 1995 moderierte. Kasem etablierte zu diesem Zeitpunkt die Konkurrenzsendung „Casey’s Top 40“.
Am 28. Januar 1995 lief die vorerst letzte Sendung der „American Top 40“, da sie aus vertraglichen Gründen auf den meisten Radiostationen der USA durch die Sendung „Rick Dees Weekly Top 40“ ersetzt wurde, die vom Moderator Rick Dees präsentiert wurde.
Am 28. März 1998 wurde die Sendung schließlich als Ergebnis umfangreicher Vertragsverhandlungen von Casey Kasem wiederbelebt und auch wieder von ihm moderiert.
Am 10. Januar 2004 hat die Moderation der Sendung der Radio- und Fernsehmoderator Ryan Seacrest übernommen, der ihr in diesem Zuge neue, modernere Elemente (wie z. B. Künstlerinterviews) hinzufügte. Mehrfach im Jahr werden Künstler als Gast-Moderatoren eingesetzt (z. B. Christina Aguilera und Jessica Simpson), die Seacrest in Urlaubswochen vertreten.
Heute wird die Sendung in zwei verschiedenen Formaten (CHR oder Hot AC) von rund 400 Radiostationen in den USA und vielen weiteren auf der ganzen Welt ausgestrahlt.
Die Originalaufnahmen der 70er Jahre sind inzwischen aufwendig digitalisiert worden und werden über zahlreiche Oldie-Sender ausgestrahlt, in Deutschland z. B. bei Radio Gold.